# Willem Dehé (1884-1942)
Wilhelm Dehé (Groningen, 1 juni 1884 – San Francisco, 8 februari 1942) was een Nederlands cellist met werkzaamheden van Moskou tot San Francisco.
Hij werd geboren in het gezin van de Groninger violist Willem Dehé en Klassien Visser. Zus Anna was pianolerares, broer Emile kunstenaar. Willem (soms William genoemd), trouwde in Jalta, toen liggend in het Russisch Keizerrijk. Hij overleed vermoedelijk aan een scheuring in zijn aorta. Hij ligt begraven in San Mateo County.
Zijn muziekonderwijs kreeg hij eerst in zijn geboortestad, vervolgens trok hij naar het Amsterdams Conservatorium, waar hij lessen kreeg van Jean Baptiste Charles de Pauw (piano), Isaac Mossel (cello) en Bernard Zweers (muziektheorie). In 1904 concerteerde hij met een leerlingenorkest van het conservatorium in een serenade van Robert Volkmann. Zijn cellostudie rondde hij af in Leipzig bij Julius Klengel, wiens cellostukken hij ook wel speelde. In 1910 was hij te vinden in Riga, alwaar hij cellist was in het plaatselijk symfonieorkest. Hij werd cellist bij de Koninklijke opera in Berlijn, van waaruit hij naar Moskou en Kiev (keizerlijke orkest en het orkest van Serge Koussevitzky) vertrok. Hij was er onder meer cellist van het hofstrijkkwartet van een vorstin uit de Swiatopelk-Czetwertynskidynastie. Na de Russische Revolutie kwam hij in 1920 met zijn gezin terug naar Nederland om er enkele concerten te geven en met zangeres Willy van Sonsbeeck-Hommes en organist Alex de Jong een trio te vormen. Beginjaren twintig vertrok hij naar de Verenigde Staten alwaar hij zich na concerten met een New Yorks kamerensemble, vestigde in San Francisco. Zijn familie, inclusief zus Anna zou pas later volgen. Hij formeerde een eigen strijkkwartet en ging spelen in het San Francisco Symphony Orchestra van Alfred Hertz, Basil Cameron en Issay Dobrowen. Hij werd er in 1930 eerste cellist, hij bekleedde de functie tot de (tijdelijke) opheffing in 1934. In 1935, toen de dirigent Pierre Monteux was, was hij weer van de partij, maar zou pas in het seizoen 1939-1940 weer solocellist worden, als onderdeel van een trio aan solocellisten. Hij speelde toen ook weer in een strijkkwartet genoemd naar violist Naoum Blinder. Monteux was er nog niet uit wie van de drie de soloplaats zou vervullen, toen Dehé plotseling overleed. 